# Батіг Іван
Баті́г Іва́н (* 15 червня 1872 — † 1923) (псевдо Ян Новацький) — український та польський актор й режисер.

## З життєпису
Працював у мандрівних трупах Галичини, у Кракові та Познані.
Був режисером любительського театру у Львові.
В 1901—1920 роках виступає у трупі Львівського міського театру, з складом театру був на гастролях у Відні, Києві, Парижі.
В 1920—1923 роках працював художнім керівником та режисером театру «Багателя» в Кракові.
Виконував ролі у виставах «Мораль пані Дульської»; серед постановок — «Лікар з примусу».

## Джерело
- Прес-центр[недоступне посилання з травня 2019]
- ЕСУ [Архівовано 8 лютого 2018 у Wayback Machine.]

| Актор | Це незавершена стаття про актора. Ви можете допомогти проєкту, виправивши або дописавши її. |